# Saussurea nimborum
Saussurea nimborum là một loài thực vật có hoa trong họ Cúc. Loài này được W.W.Sm. miêu tả khoa học đầu tiên năm 1911.